# Pat Morris
Patrick „Pat“ Morris (* 1949) ist ein ehemaliger kanadischer Skispringer.

## Werdegang
Sein internationales Debüt gab Morris bei der Vierschanzentournee 1966/67. Er trat jedoch nur bei den Springen in Deutschland an, wobei der 69. Platz in Oberstdorf auf der Schattenbergschanze sein bestes Ergebnis war. Die Tournee beendete er auf Rang 70 der Gesamtwertung.
Bei den Kanadischen Meisterschaften 1967 gewann er den Titel im Einzelspringen.
Bei seiner zweiten und letzten Vierschanzentournee 1969/70 konnte sich Morris nur leicht verbessern, obgleich er erstmals alle vier Springen bestritt. Mit Rang 60 beim Abschlussspringen auf der Paul-Außerleitner-Schanze in Bischofshofen erreichte er sein bestes Einzelresultat. Die Tournee beendete er auf Rang 69 der Gesamtwertung.
Bei der Nordischen Skiweltmeisterschaft 1970 in Štrbské Pleso gehörte er zur kanadischen Mannschaft. Von der Normalschanze erreichte er mit Sprüngen auf 73,5 und 70 Meter den 58. Platz. Von der Großschanze reichte es nach Sprüngen auf 76 und 74 Meter nur zu Platz 63.
Bei den Sommer-Skisprungmeisterschaften 1970 in Lake Placid gewann Morris das Einzelspringen.

## Erfolge

### Vierschanzentournee-Platzierungen
| Saison  | Platz | Punkte |
| ------- | ----- | ------ |
| 1966/67 | 70.   | 230,5  |
| 1969/70 | 69.   | 645,2  |